# Maurizio Cattelan
Maurizio Cattelan (Pádua, Itália, 1960) é um artista italiano. Ele é provavelmente mais conhecido por suas satíricas e controversas esculturas, particularmente La Nona Ora (A Nona Hora), representando o Papa João Paulo II atingido por um meteorito.
Autodidata Cattelan não frequentou escola de arte. Ele começou sua carreira em Forlì (Itália) fazendo móveis de madeira na década de oitenta, onde veio a conhecer alguns designers como Ettore Sottsass. Ele fez um catálogo de sua obra que ele enviou para galerias. Esta promoção deu-lhe uma abertura em termos de design e arte contemporânea. Ele criou uma escultura de um avestruz com a cabeça enterrada no solo, usou um traje com uma cabeça gigante de Picasso, e fixou, com fita, um galerista de Milão em uma parede. Durante este período, ele também criou a Fundação Oblomov.
Mais recentemente, Cattelan assumiu o papel do curador. Ele reside no East Village de Nova Iorque, mas mantém raiz em Milão. Ele criou uma revista chamada "Permanent Food" que inclui imagens roubadas de outras revistas.
Uma estátua de Hitler foi arrematada em 8 de maio de 2016 por 17,2 milhões de dólares num leilão em Nova Iorque da Christie's, um recorde mundial para o artista.
O anterior recorde de venda de uma obra de Maurizio Cattelan era de 7,9 milhões de dólares.
Em 14 de setembro de 2019 ladrões invadiram o Palácio de Blenheim, na Inglaterra e furtaram a obra de arte intitulada "America", trata-se de um vaso sanitário de ouro maciço, inteiramente produzido em ouro 18 quilates, avaliada em mais de US$ 1 milhão. Obra do italiano Maurizio Cattelan, fazia parte de uma exposição de arte no museu, o objeto que mantinha sua função original e foi arrancado de uma das salas do Palácio de Blenheim. O assalto causou danos e inundações no lugar considerado como patrimônio mundial, já que a privada estava ligada ao encanamento do palácio; os criminosos invadiram o palácio durante a noite e deixaram o local às 4h50. Ninguém ficou ferido durante o roubo. Anteriormente exposta no Museu Guggenheim, em Nova York, a obra de arte ganhou fama em 2018, quando o presidente Donald Trump solicitou à instituição a pintura Paisagem com Neve, de Van Gogh, para decorar a Casa Branca. Em resposta, Nancy Spector, a diretora do museu, não só negou o pedido como ofereceu, no lugar de um quadro do artista holandês, o tal vaso sanitário em ouro maciço.